# 돈 시겔
돈 시겔(Don Siegel, 1912년 10월 26일 ~ 1991년 4월 20일)은 미국의 영화 및 텔레비전 감독, 프로듀서이다.

## 작품 목록
- 어크로스 더 패시픽
- 카사블랑카
- 신체 강탈자의 침입
- 플레이밍 스타
- 킬러
- 일망타진
- 형사 마디간
- 호건과 사라
- 매혹당한 사람들
- 더티 해리
- 돌파구
- 블랙 윈드밀
- 마지막 총잡이
- 텔레폰
- 알카트라스 탈출